# بخش روشفور
بخش روشفور (به فرانسوی: Arrondissement de Rochefort) یک بخش در فرانسه است که در شرانت-ماریتیم واقع شده‌است.